# عمر أغيلار
عمر أغيلار (بالإسبانية: Omar Aguilar) هو منافس ألعاب قوى تشيلي، ولد في 1 ديسمبر 1959.

## وصلات خارجية
- عمر أغيلار على موقع الاتحاد الدولي لألعاب القوى (الإنجليزية)
- عمر أغيلار على موقع أوليمبيديا (الإنجليزية)